# V1494 Aquilae
V1494 Aquilae war eine Nova, die 1999 im Sternbild Adler aufleuchtete und eine Helligkeit von 5,03 mag erreichte. Sie wurde am 1. Dezember 1999 von dem Amateurastronomen Alfredo Pereira aus Capo Da Roca (Portugal) entdeckt.
Der Namensteil „V1494“ folgt den Regeln zur Benennung veränderlicher Sterne und besagt, dass V1494 Aquilae der 1494te veränderliche Stern ist, der im Sternbild Adler (lateinisch Aquila) entdeckt wurde.

## Koordinaten
- Rektaszension: 19h 23m 05s.38
- Deklination: +04° 57' 20".1